# Santa Comba de Rossas
Santa Comba de Rossas ist eine Gemeinde (Freguesia) im portugiesischen Kreis Bragança. In ihr leben 276 Einwohner (Stand 19. April 2021).